# Elmar Mock

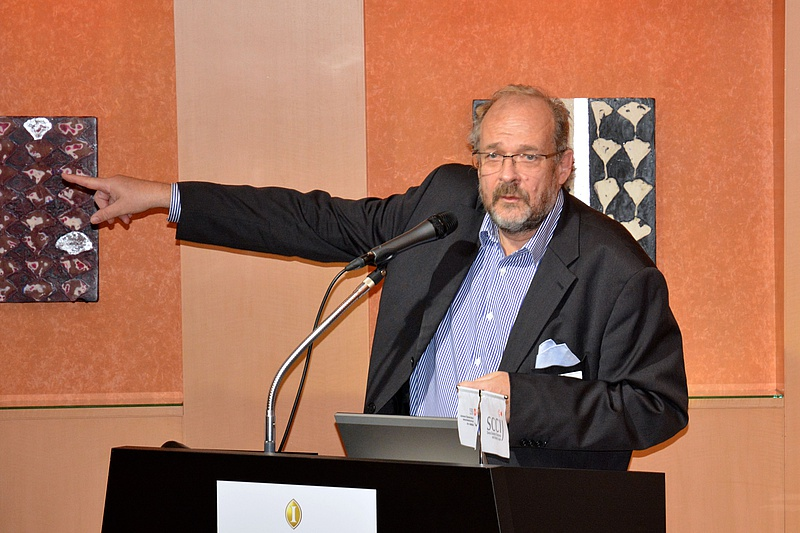
Elmar Mock (2017)

Elmar Mock (* 2. Februar 1954 in La Chaux-de-Fonds, Schweiz) ist ein ausgebildeter Schweizer Uhrmacheringenieur mit Spezialwissen in Polymeren, Industriedesigner und Erfinder.

## Biografie
Elmar Mock studierte als Mikrotechnik-Ingenieur an der Technischen Universität Biel. Er wurde von der ETA Manufacture Horlogère eingestellt. Er absolvierte eine von seinem Arbeitgeber finanzierte einjährige Nachschulung zum Thema Kunststoffe in Aarau, da er für weitere zwei Jahre im Unternehmen arbeitete.
Elmar Mock ist mit Jacques Mueller, Miterfinder der SWATCH-Uhr unter der Leitung von Ernst Thomke in den frühen 1980er Jahren. Diese Erfindung hat die Schweizer Uhrenindustrie revolutioniert. Mock und Mueller hatten die Idee, Uhren aus Kunststoff herzustellen. Die klassische Schweizer Uhr benötigte zwischen 90 und 125 Teile – die SWATCH hat nur 55. Das Uhrwerk ist in das Uhrengehäuse integriert, das Uhrenarmband besteht aus Polyurethane, alles ist in einem Block montiert, und die von Mock entwickelte Ultraschallschweißtechnik verschweißt das Plexiglas mit dem Uhrengehäuse und macht es widerstandsfähig und wasserdicht – aber auch irreparabel.
Im ersten Jahr wurden 500.000 Uhren zu einem Preis zwischen 39,90 und 49,90 Schweizer Franken verkauft, bei Produktionskosten von 5 Schweizer Franken. Bis 2018 wurden weltweit mehr als 700 Millionen SWATCH-Uhren verkauft. Mock arbeitete dann an der ROCKWATCH-Uhr für die Uhrenmarke Tissot, die das unverwechselbare Merkmal hat, ein Zifferblatt aus Granit aus den Schweizer Alpen zu haben; jede Uhr ist tatsächlich ein Unikat.
Mock verließ dann die Uhrmacherei und gründete in 1986 in Biel sein eigenes Ingenieurbüro für Innovation/Kreativität und Produktentwicklung unter dem Namen Createc. Diese Firma wurde später zu Creaholic. 2018 beschäftigte das Unternehmen 55 Mitarbeiter. Die Swisscom ist an Creaholic mit einem Anteil von 5 % beteiligt. Creaholic arbeitet an Projekten für IKEA, Leica, Lufthansa und BMW.
Mock ist Miterfinder von mehr als 180 Patentfamilien in    unterschiedlichen Branchen wie der Uhren-, Automobil-, Lebensmittel- und der Pharmazeutikindustrie und hat 750 Projekte und 8 Startups ins Leben gerufen. Er gilt als Veteran der Schweizer Innovation. 2008 trat er in das „Forum der 100 Persönlichkeiten der Westschweiz“ ein, das jedes Jahr von der Schweizer Monatsschrift „l'Hebdo“ erstellt wurde. 2017 war er Finalist aus einem Pool von 400 Kandidaten für den European Inventor of the Year Award in der Kategorie – Lifetime Achievement – der Europäischen Patentorganisation. Laut Benoît Battistelli, dem Ex-Präsidenten des EPO, „Mock ist ein Erfinder, der den Status Quo immer wieder in Frage stellt. Indem der mit Konventionen brach, gab er der Welt nicht nur ein Kultobjekt. Er baute auch ein erfolgreiches Unternehmen auf, bei dem sich alles um Erfindungen dreht“. 2019 wurde er zu einem der führenden Experten ernannt, der Vorschläge für diese Auszeichnung bewertet.

## Preise und Auszeichnungen
- 2010: Prix Gaïa mit Jacques Mueller[14]
- 2017: Finalist für den European Inventor of the Year Award in der Kategorie – Lifetime Achievement[12]

## Werke
- 2018, Innovation Factory mit Gilles Garel, W. & Growth Publisher, ISBN 978-2-940384-22-8

## Dokumentarfilm
2024 Elmar Mock-Ingénieur, "serial inventeur". La légende Swatch-Plans fixes